# Kościół św. Józefa w Raciborzu
Kościół Świętego Józefa w Raciborzu – rzymskokatolicki kościół parafialny w Raciborzu, w województwie śląskim. Należy do dekanatu Racibórz diecezji opolskiej. Mieści się przy ulicy Gdańskiej, w dzielnicy Ocice.

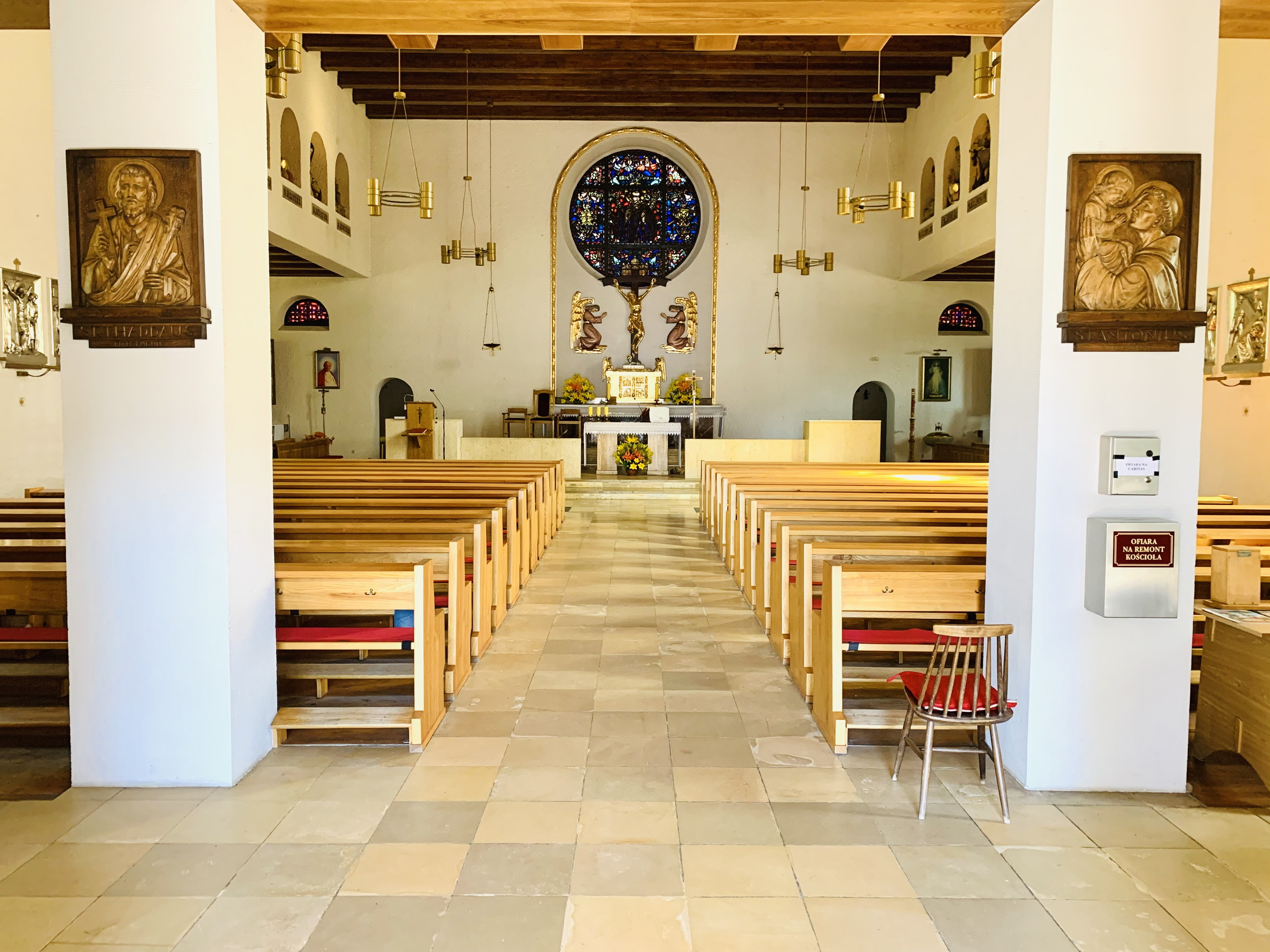
Nawa kościoła

Świątynia została wzniesiona w stylu modernistycznym w latach 1937–1938 według projektu nyskiego architekta Felixa Hinssena. Budowę prowadził ksiądz prałat Carl Ulitzka, proboszcz parafii św. Mikołaja. Budowa została sfinansowana z datków wiernych i dzięki ofiarności kardynała Adolfa Bertrama. Budowla poświęcona w dniu 23 października 1938 roku przez księdza Ulitzkę. Konsekrowana w dniu 29 maja 1939 roku przez kardynała Adolfa Bertrama. Pierwszym proboszczem nowej parafii powstałej w 1941 roku został ksiądz prałat Bernhard Gade. W kościele są odprawiane nabożeństwa po polsku i niemiecku. Świątynia będzie remontowana do września 2013 roku. Parafia otrzymała na ten cel finansowe wsparcie od władz miejskich. W styczniu 2012 roku została wpisana do rejestru zabytków. Parafianie zamierzają w kościele ufundować tablicę pamiątkową ku czci obydwóch prałatów.